# Инджич, Юджин
Юджин Инджич (англ. Eugen Indjic; 11 марта 1947, Белград, Югославия — 28 февраля 2024, Компьень, Франция) — американский пианист сербского происхождения.
Сын генерала югославской царской армии и русской матери, пианистки-любительницы, вместе с семьёй в четырёхлетнем возрасте эмигрировал в США. В восемь лет начал заниматься музыкой под руководством Любови Стефани и уже через год дебютировал со Спрингфилдским молодёжным оркестром, исполнив 20-й концерт Вольфганга Амадея Моцарта. В 1959—1964 гг. изучал фортепиано в Бостонском университете у Александра Боровского, одновременно продолжая выступать, совершив в 1963 г. первое гастрольное турне (по Дании) вместе со своим учителем и осуществив в 1959 г. первую запись — Вариации на тему Диабелли Бетховена для RCA Victor. В 1969 г. Инджич также окончил Гарвардский университет по специальности «композиция» (ученик Леона Кирхнера), затем занимался также в Париже у Нади Буланже. На счету Инджича четвёртая премия Международного конкурса пианистов имени Шопена в Варшаве (1970), третья премия Международного конкурса пианистов в Лидсе (1972) и вторая премия первого Международного конкурса Артура Рубинштейна в Тель-Авиве (1974).
Инджич известен, прежде всего, как специалист по творчеству Фридерика Шопена; особый резонанс имела его запись мазурок Шопена, ставшая жертвой плагиата Джойс Хатто. Среди других его записей — сочинения Бетховена, Шумана, Дебюсси, Прокофьева.
С 1972 г. живёт преимущественно во Франции, женат на Одиль Рабо, внучке Анри Рабо.
В 2010 г. Инджич объявлен резидентом Пражского симфонического оркестра.